# اولریک کریستین گیلدنلوو
اولریک کریستین گیلدنلوو (دانمارکی: rigsgeneral; ۷ آوریل ۱۶۳۰ – ۱۱ دسامبر ۱۶۵۸) پرسنل نظامی اهل دانمارک بود.